# Río Gorai-Madhumati

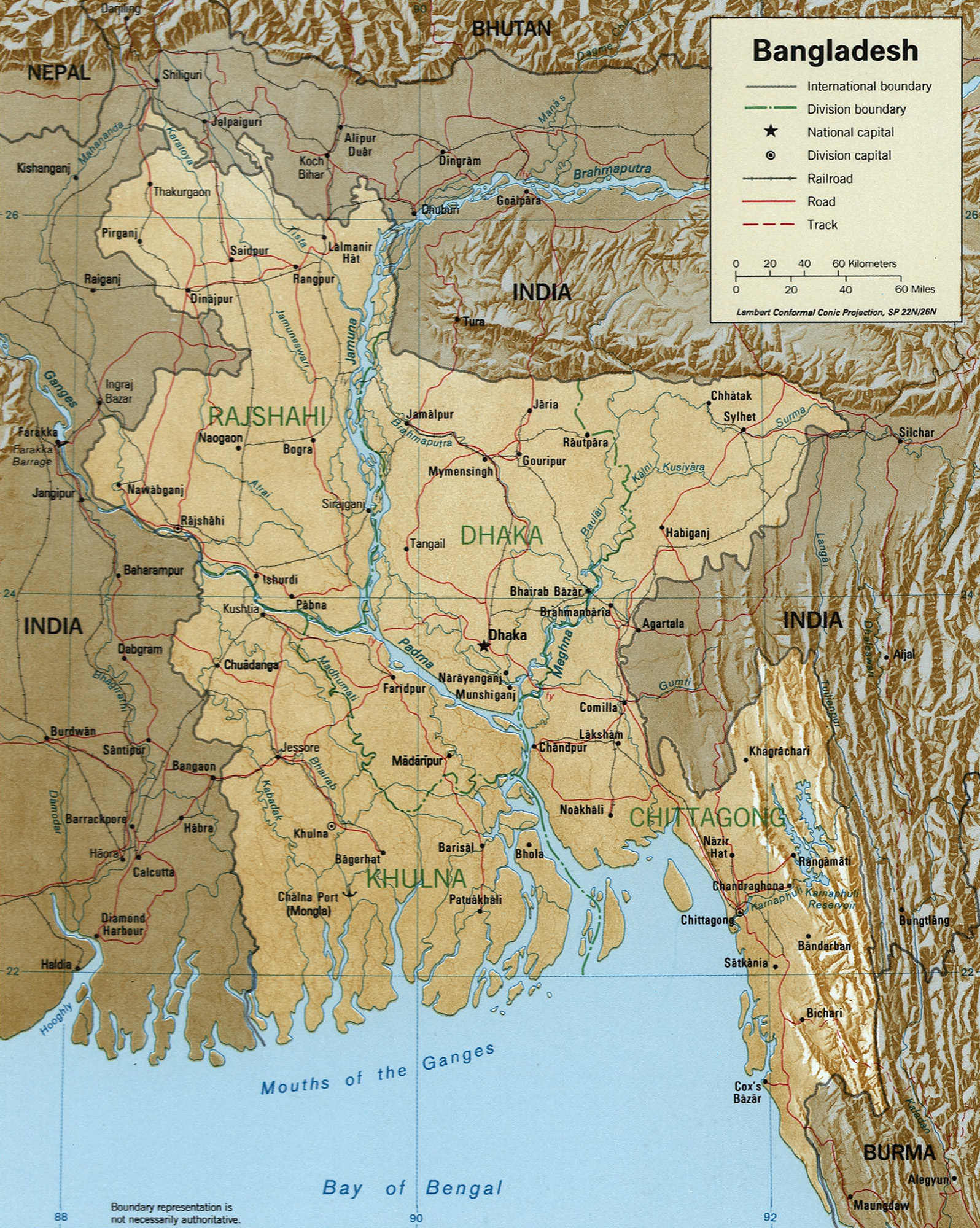
Mapa que muestra los principales ríos de Bangladés, incluido Gorai-Madhumati

El río Gorai-Madhumati (en bengalí: গড়াই-মধুমতি, romanizado: gaṛāi-madhumati, Gôŗai-Modhumoti) es uno de los ríos más largos de Bangladés y un distribuidor del Ganges. En los tramos superiores se llama Gorai, y luego el nombre del río cambia a Madhumati. Madhumati continúa a través de los distritos de Kushtia, Jessore, Rajbari, Faridpur, Khulna, Pirojpur y Barguna en Bangladés.